# Michael Rapaport
Michael David Rapaport (Nueva York; 20 de marzo de 1970) es un actor y comediante estadounidense.

## Primeros años
Rapaport nació en la ciudad de Nueva York en una familia de origen judío, hijo de June Brody, una personalidad radial de Nueva York, y David Rapaport, un gerente de un programa de radio. De adolescente idolatraba a los actores, y colegas de Nueva York, Robert De Niro y Christopher Walken. Fue expulsado de la escuela secundaria y se trasladó a Los Ángeles, California, para intentar ser comediante.

## Carrera
Rapaport ha aparecido tanto en papeles cómicos como dramáticos en el cine y la televisión. Sus papeles en el cine incluyen la película Metro y como un ingenuo estudiante universitario cuya soledad lo lleva a convertirse en un skinhead racista en Higher Learning. Su participación en la película independiente Zebrahead ayudó a impulsar su carrera. Otra de sus películas más conocidas es True Romance, en donde interpreta a Dick Ritchie. Rapaport coprotagonizó la sitcom de The War at Home, donde interpreta a "un tipo normal" que lucha con los desafíos cotidianos de la vida en familia; la serie fue estrenada en 2005 y cancelada en 2007.
Rapaport anteriormente fue protagonista en la serie dramática Boston Public. Hizo la voz de Troy en Saints Row en 2006 (y en su secuela Saints Row 2) de Xbox 360, y la de Joey Leone en el popular videojuego Grand Theft Auto III. Rapaport tuvo un papel recurrente como invitado especial de varios episodios de la serie Friends en 1999, interpretando el papel del novio de Phoebe (Lisa Kudrow), el oficial de policía Gary. 
Tenía un papel habitual en My Name is Earl como Frank, un convicto que se reúne con Earl en prisión. Su personaje fue la razón de muchas de las cosas en la vida de Earl. Fue uno de los personajes principales de la cuarta temporada de Prison Break como miembro de la Agencia de Seguridad Nacional, Donald Self. 
En octubre de 2008, Rapaport anunció que estaba dirigiendo un documental sobre el legendario grupo de hip hop A Tribe Called Quest. El documental, titulado Beats, Rhymes & Life: The Travels of a Tribe Called Quest fue estrenado en 2011.

## Vida personal
Rapaport se casó con Nichole Beattie y tienen dos hijos, Julian Ali y Maceo Shane. Informó en el VH1 Hip Hop Honors 2008 que su hijo fue nombrado en honor a Vicente Mason (apodado "Maseo") del grupo de rap De La Soul. 
En febrero de 2010 participó en el juego de celebridades del All-Star Weekend de la NBA.

## Filmografía

### Cine
| Año  | Título                                                    | Personaje                         | Notas                                        |
| ---- | --------------------------------------------------------- | --------------------------------- | -------------------------------------------- |
| 1992 | Zebrahead                                                 | Zack                              |                                              |
| 1993 | Point of No Return                                        | Big Stan                          |                                              |
| 1993 | Poetic Justice                                            | Dockworker                        |                                              |
| 1993 | Money for Nothing                                         | Kenny Kozlowski                   |                                              |
| 1993 | True Romance                                              | Dick Ritchie                      |                                              |
| 1994 | The Scout                                                 | Tommy Lacy                        |                                              |
| 1994 | Hand Gun                                                  | Lenny                             |                                              |
| 1994 | The Foot Shooting Party                                   | Lizard                            | Corto.                                       |
| 1995 | Higher Learning                                           | Remy                              |                                              |
| 1995 | The Basketball Diaries                                    | Skinhead                          |                                              |
| 1995 | Kiss of Death                                             | Ronnie Gannon                     |                                              |
| 1995 | Mighty Aphrodite                                          | Kevin                             |                                              |
| 1996 | Beautiful Girls                                           | Paul Kirkwood                     |                                              |
| 1996 | The Pallbearer                                            | Brad Schorr                       |                                              |
| 1997 | Metro (El negociador [Esp])                               | Kevin McCall                      |                                              |
| 1997 | Cop Land                                                  | Murray Babitch                    |                                              |
| 1997 | A Brother's Kiss                                          | Stingy                            |                                              |
| 1997 | Kicked in the Head                                        | Stretch                           |                                              |
| 1998 | Palmetto                                                  | Donnelly                          |                                              |
| 1998 | Illtown                                                   | Dante                             |                                              |
| 1998 | Some Girl                                                 | Neal                              |                                              |
| 1998 | The Naked Man                                             | Dr. Edward Blis, Jr.              |                                              |
| 1999 | Deep Blue Sea                                             | Tom Scoggins                      |                                              |
| 1999 | Kiss Toledo Goodbye                                       | Kevin Gower                       |                                              |
| 2000 | Next Friday                                               | Cartero con noticias de impuestos |                                              |
| 2000 | Small Time Crooks                                         | Denny                             |                                              |
| 2000 | The 6th Day                                               | Hank Morgan                       |                                              |
| 2000 | Men of Honor                                              | GM1 Snowhill                      |                                              |
| 2000 | Bamboozled                                                | Thomas Dunwitty                   |                                              |
| 2000 | Chain of Fools                                            | Hitman                            |                                              |
| 2000 | King of the Jungle                                        | Francis                           |                                              |
| 2000 | Lucky Numbers                                             | Dale                              |                                              |
| 2001 | Dr. Dolittle 2                                            | Joey the Raccoon                  | Voz                                          |
| 2002 | Paper Soldiers                                            | Mike E.                           |                                              |
| 2002 | Triggermen                                                | Tommy O'Brian                     |                                              |
| 2002 | Comic Book Villains                                       | Norman Link                       |                                              |
| 2002 | 29 Palms                                                  | El policía                        |                                              |
| 2003 | A Good Night To Die                                       | August                            |                                              |
| 2003 | This Girl's Life                                          | Terry, el vendedor de autos       |                                              |
| 2004 | America Brown                                             | Daniel Brown                      |                                              |
| 2004 | Scrambled Eggs                                            | Drama Teacher                     |                                              |
| 2005 | TOM 51                                                    |                                   |                                              |
| 2005 | Hitch                                                     | Ben                               |                                              |
| 2006 | It Ain't Easy                                             |                                   |                                              |
| 2006 | Live Free or Die                                          | Ten. Putney                       |                                              |
| 2006 | Special (Especial [Esp])                                  | Les Franken                       |                                              |
| 2006 | Push                                                      | Tommy G                           |                                              |
| 2006 | Grilled                                                   | Bobby                             |                                              |
| 2007 | Fugly                                                     | Jack                              |                                              |
| 2008 | Assassination of a High School President                  | Entrenador Z                      |                                              |
| 2009 | Tom Cool                                                  |                                   |                                              |
| 2009 | Big Fan                                                   | Philadelphia Phil                 |                                              |
| 2009 | A Day in the Life                                         | Detective Grant                   |                                              |
| 2011 | Inside Out                                                | Jack Small                        |                                              |
| 2011 | Beats, Rhymes & Life: The Travels of a Tribe Called Quest | Él mismo                          | Documental. También director y entrevistador |
| 2012 | Should've Been Romeo                                      | Danny                             |                                              |
| 2012 | The Baytown Outlaws                                       | Lucky                             |                                              |
| 2012 | Kiss of the Damned                                        | Ben                               |                                              |
| 2013 | The Heat (Cuerpos especiales [Esp])                       | Jason Mullins                     |                                              |
| 2013 | Once Upon a Time in Queens                                | Bobby DiBianco                    |                                              |
| 2014 | My Man Is a Loser                                         | Marty                             |                                              |
| 2015 | Little Boy                                                | James Busbee                      |                                              |
| 2016 | A Stand Up Guy                                            | Colin                             |                                              |
| 2016 | Chuck                                                     | John Wepner                       |                                              |
| 2016 | Sully                                                     | Pete the Bartender                |                                              |
| 2016 | Middle School: The Worst Years of My Life                 | Voz de animación                  | Voz                                          |

### Televisión
| Año       | Título                                     | Personaje                | Notas                                                     |
| --------- | ------------------------------------------ | ------------------------ | --------------------------------------------------------- |
| 1990      | China Beach                                | Kravits                  | Episodio: "One Small Step"                                |
| 1992      | Murphy Brown                               | Robbie                   | Episodio: "He-Ho, He-Ho, It's Off to Lamaze We Go"        |
| 1992      | Middle Ages                                | Jimmy                    | 2 Episodios                                               |
| 1993      | Fresh Prince of Bel Air                    | Mike                     | Episodio: "Where There's a Will, There's a Way: Part 1"   |
| 1993      | NYPD Blue                                  | Jaime Dileo              | Episodio: "Brown Appetit"                                 |
| 1997      | Subway Stories                             | Jake                     | Película de televisión. Segmento: "The Listeners"         |
| 1998      | E.R.                                       | Paul Canterna            | Episodio: "Of Past Regret and Future Fear"                |
| 1998      | Rude Awakening                             | Johnny                   | Episodio: "Naked Again"                                   |
| 1998      | Rescuers: Stories of Courage: Two Families | Szarany                  | Película de televisión                                    |
| 1999      | Friends                                    | Gary, novio de Phoebe    | 4 Episodios                                               |
| 2001–2004 | Boston Public                              | Danny Hanson             | 57 Episodios. Personaje principal (T2–4)                  |
| 2001      | Mr. Life                                   |                          | Película de televisión                                    |
| 2001      | Night Visions                              | Harlow Winton            | Episodio: "Darkness"                                      |
| 2003      | Chappelle's Show                           | Popcopy Employee         | Episodio: "#1.1"                                          |
| 2004      | The Practice                               | Gigi Coley               | Episodios: "Comings and Goings", "New Hoods on the Block" |
| 2005–2007 | The War at Home                            | Dave Gold                | Personaje principal. 44 Episodios                         |
| 2006      | Mad TV                                     | Abraham Lincoln          | Episodio: "#11.10"                                        |
| 2006      | Thugaboo: Sneaker Madness                  | DJ                       | Voz. Película de televisión                               |
| 2007–2008 | My Name is Earl                            | Frank Stump              | Recurrente. 6 Episodios                                   |
| 2008–2009 | Prison Break                               | Agente Donald "Don" Self | 22 Episodios                                              |
| 2009–2010 | Accidentally on Purpose                    | Sully                    | 2 Episodios                                               |
| 2010      | Royal Pains                                | Stanley                  | Episodio: "Big Whoop"                                     |
| 2010      | The Line                                   | Steve Waxman             | Película de televisión                                    |
| 2010–2013 | Pound Puppies                              | Squirt, Squeak           | Voz. 65 Episodios                                         |
| 2012      | 40                                         |                          | Película de televisión                                    |
| 2012      | Cops Uncuffed                              | Oficial Joseph Tata      | Película de televisión                                    |
| 2012–2013 | The Mob Doctor                             | Paul Moretti             | Recurrente. 7 Episodios                                   |
| 2014      | Justified                                  | Daryl Crowe Jr.          | Recurrente. 13 Episodios                                  |
| 2014      | Raising Hope                               | Michael                  | Episodio: "Man's Best Friend"                             |
| 2015      | Black-ish                                  | Jay Simmons              | Episodio: "Switch Hitting"                                |
| 2015      | Louie                                      | Lenny                    | Episodio: "Cop Story"                                     |
| 2015      | Public Morals                              | Charlie Bullman          | Personaje principal. 10 Episodios                         |
| 2015      | The Big Bang Theory                        | Kenny Fitzgerald         | Episodio: "The Helium Insufficiency"                      |
| 2016      | Law & Order: Special Victims Unit          | Richie Caskey            | Episodio: "Sheltered Outcasts"                            |
| 2016      | Dice                                       | Bobby the Mooch          | Episodio: "Six Grand"                                     |
| 2016      | Crisis in Six Scenes                       | Trooper Mike             | Episodio: "Episode 6"                                     |
| 2016      | Animals.                                   | Erik                     | Voz. Episodio: "Rats"                                     |
| 2017      | The New Edition Story                      | Gary Evans               | Miniserie (3 Episodios)                                   |
| 2017      | The Guest Book                             | Adam                     | 2 Episodios                                               |
| 2017      | White Famous                               | Teddy Snow               | Recurrente. 8 Episodios                                   |
| 2017      | WWE 365                                    | Narrador                 | Episodio: "Kevin Owens"                                   |
| 2017      | The Untitled Action Bronson Show           | Él mismo                 | Episodio: "Michael Rapaport, José Enrique"                |
| 2017–2021 | Atypical                                   | Doug Gardner             | Personaje principal                                       |
| 2018      | WWE 365                                    | Narrador                 | Episodio: "AJ Styles"                                     |
| 2019      | The Simpsons                               | Mike Wegman              | Episodio: "Go Big or Go Homer"                            |

- Don't Quit Your Day Job (1996)
- Subway Stories: Tales from the Underground (1997)
- Rescuers: Stories of Courage (1998)
- Death of a Dynasty (2003)
- The Deported (2009)
- A Day in the Life (2009)
- The Saints of Mt. Christopher (2009)
- Beats, Rhymes & Life: The Travels of a Tribe Called Quest (2011, director y productor)
- The Baytown Outlaws (2012)

### Videojuegos
| Año  | Título                       | Personaje               |
| ---- | ---------------------------- | ----------------------- |
| 1996 | Don't Quit Your Day Job      | Special Appearance #2   |
| 2001 | Grand Theft Auto III         | Joey Leone              |
| 2006 | Saints Row                   | Troy Bradshaw           |
| 2006 | Scarface: The World Is Yours | Drug Dealer / Henchman  |
| 2008 | Saints Row 2                 | Troy Bradshaw           |
| 2018 | NBA 2K19                     | Coach Darren Stackhouse |

### Vídeo musical
| Año  | Artista                                   | Título                       | Personaje                                                 | Notas |
| ---- | ----------------------------------------- | ---------------------------- | --------------------------------------------------------- | ----- |
| 1994 | Frank Zappa                               | "Civilization, Phaze III"    | Acto dos, actuando como el novio de Moon Zappa en parodia |       |
| 1998 | Jay-Z                                     | "The City is Mine"           |                                                           |       |
| 2002 | Talib Kweli                               | Waiting for the DJ           |                                                           | Cameo |
| 2003 | High & Mighty: The Highlite Zone          | "How to Rob an Actor"        |                                                           |       |
| 2003 | Jaylib                                    | "McNasty Filth"              |                                                           |       |
| 2004 | Masta Ace                                 | "A Long Hot Summer"          | Compañero de celda de Ace                                 |       |
| 2006 | Ludacris                                  | "Runaway Love"               | Agresor de "Lisa", la primera niña mostrada en la canción |       |
| 2008 | H2O                                       | "What Happened?"             |                                                           |       |
| 2017 | Snoop Dogg                                | "Lavender (Nightfall Remix)" |                                                           |       |
| 2017 | Sean Price presentando a Bernadette Price | "Dead or Alive"              |                                                           |       |